# بوجدان مولر
خطأ لوا في mw.text.lua على السطر 25: bad argument #1 to 'match' (string expected, got nil).
بوجدان مولر (بالألمانية: Bogdan Müller)‏ (12 يونيو 1988 قراغندي كازاخستان - ) هو لاعب كرة قدم ألماني، يلعب كمهاجم، لعب 23 مباراة وسجل هدفين.

## مسيرته

### مسيرته مع الأندية
- 2008 - 2009 لعب مع SpVgg Neckarelz [الإنجليزية]‏ 8 مباريات.
- 2011 - 2012 لعب مع نادي كارلسروه 15 مباراة سجل خلالها هدفين.

## روابط خارجية
- بوجدان مولر على موقع قاعدة بيانات كرة القدم.إي يو (الإنجليزية)
- بوجدان مولر على موقع بيانات كرة القدم. دي إي (الألمانية)
- بوجدان مولر على موقع عالم كرة القدم.نت (الإنجليزية)